# The Crazy World of Arthur Brown
The Crazy World of Arthur Brown is een Britse band uit Londen rond zanger Arthur Brown, opgericht in 1967. De oorspronkelijke bezetting bestond naast Brown uit orgelspeler en pianist Vincent Crane, drummer Drachen Theaker en basgitarist Nick Greenwood. De band stond indertijd bekend om de orgel- en blazersarrangementen van Crane en de zangstem van Brown. De gezichtsbeschildering en helm van Brown waren bepalend voor zijn imago. De band had een grote hit met de single "Fire", dat wereldwijd de top vijf behaalde. Naar aanleiding van dit nummer werd Brown vaak "The God of Hellfire" genoemd. De groep trad op met artiesten als The Who, Jimi Hendrix, The Mothers of Invention, The Doors, Small Faces en Joe Cocker.

## Carrière
Arthur Brown kreeg al snel na de oprichting van zijn band een reputatie voor zijn uitbundige live-optredens, waar hij een brandende metalen helm droeg. Dit zorgde bij enkele shows voor problemen. Bij het Windsor Festival in 1967 droeg Brown een in methanol gedrenkt vergiet op zijn hoofd. De methanol vloog in brand en twee toeschouwers moesten het hoofd van Brown blussen met bier. Het brandende hoofd van Brown werd vervolgens bij veel shows herhaald. Tijdens een optreden in Italië stripte hij ook en werd hij, nadat hij zijn hoofd in brand stak, gearresteerd en gedeporteerd. Hij stond ook bekend om de uitbundige make-up die hij op het podium droeg, dat later een inspiratie vormde voor artiesten als Alice Cooper, Peter Gabriel, George Clinton en Bruce Dickinson.
In 1968 bracht de band zijn debuutalbum The Crazy World of Arthur Brown uit. Het album werd geproduceerd door Kit Lambert en co-geproduceerd door Pete Townshend, respectievelijk manager en gitarist van The Who. De single "Fire" werd een grote hit. In de Britse UK Singles Chart bereikte het de nummer 1-positie, terwijl in de Amerikaanse Billboard Hot 100 de tweede plaats werd gehaald. De single werd meer dan een miljoen keer verkocht en kreeg zodoende een gouden plaat. De openingsregel "I am the God of Hellfire" leverde Brown zijn bijnaam op en werd veelvuldig gesampled door andere artiesten. Het album zelf kwam tot de tweede plaats in de UK Albums Chart en de zevende plaats in de Billboard 200.
In 1968 werd drummer Drachen Theaker vanwege zijn vliegangst vervangen door Carl Palmer, die tot dan toe bij Chris Farlowe speelde en later bekend zou worden als lid van Atomic Rooster, Emerson, Lake & Palmer en Asia. In 1969 ging de band op een Amerikaanse tournee. Toetsenist Vincent Crane verliet tijdens deze tournee kortstondig de groep. Na afloop van de tournee begonnen de opnames voor het tweede album Strangelands, dat niet werd uitgebracht omdat de platenmaatschappij bang was dat het niet goed zou verkopen. Dit album bevatte een meer experimenteel en avant-garde-geluid dan op het debuutalbum te horen was. Pas in 1988 verscheen Strangelands alsnog.
In juni 1969 begon The Crazy World of Arthur Brown uiteen te vallen. Crane en Palmer richtten Atomic Rooster op. Basgitarist Nick Greenwood, destijds bekend als Sean Nicholas, stapte over naar de band Khan. Theaker ging bij Love spelen, terwijl Brown de band Kingdom Come oprichtte.
In 2000 richtte Brown een nieuwe versie van The Crazy World of Arthur Brown op, dat vier albums heeft uitgebracht.

## Bezetting

### Huidige leden
- Arthur Brown: zang (1967-1970, 2000-heden)
- Jim Mortimore: basgitaar, achtergrondzang, gitaar, elektronica (2000-heden)
- Samuel Walker: drums, achtergrondzang, percussie (2000-heden)
- Dan Smith: gitaar, Hammondorgel, elektronica, zang (2019-heden)

### Voormalige leden
- Sean Nicholas Greenwood: basgitaar (1967-1970)
- Vincent Crane: Hammondorgel, piano (1967-1969)
- Drachen Theaker: drums (1967-1968)
- Carl Palmer: drums (1968-1969)
- Jeff Cutler: drums (1969-1970)
- Dick Heninghem: orgel, piano (1969)
- Peter Solley: orgel, piano (1969-1970)
- Z-Star: gitaar, keytar, keyboardbas, percussie, zang (2000-2019)
- Lucie Rejchrtova: keyboard, synthesizer (2000-2019)
- Malcolm Dick: projecties (2000-2019)

## Discografie

### Studioalbums
- 1968: The Crazy World of Arthur Brown
- 1988: Strangelands
- 2000: Tantric Lover
- 2003: Vampire Suite
- 2013: Zim Zam Zim
- 2019: Gypsy Voodoo

### Livealbums
- 1993: Order from Chaos
- 2011: The Crazy World of Arthur Brown Live at High Voltage

### Singles
- 1967: "Devil's Grip"
- 1968: "Fire"
- 1968: "Nightmare"
- 1968: "I Put a Spell on You"

### Hitnoteringen

#### Singles
| Single met eventuele hitnotering(en) in de Nederlandse Top 40 | Datum van verschijnen | Datum van binnenkomst | Hoogste positie | Aantal weken | Opmerkingen               |
| ------------------------------------------------------------- | --------------------- | --------------------- | --------------- | ------------ | ------------------------- |
| Fire                                                          | 14-06-1968            | 10-08-1968            | 6               | 12           | Nr. 4 in de Parool Top 20 |

| Single met hitnotering(en) in de Vlaamse Ultratop 50 | Datum van verschijnen | Datum van binnenkomst | Hoogste positie | Aantal weken | Opmerkingen |
| ---------------------------------------------------- | --------------------- | --------------------- | --------------- | ------------ | ----------- |
| Fire                                                 | 14-06-1968            | 24-08-1968            | 3               | 13           |             |

#### NPO Radio 2 Top 2000
| Nummer met noteringen in de NPO Radio 2 Top 2000 | '99  | '00  | '01  | '02-'09 | '10  |
| ------------------------------------------------ | ---- | ---- | ---- | ------- | ---- |
| Fire                                             | 1766 | 1664 | 1911 | -       | 1985 |

1. ↑  Een '-' betekent dat het nummer niet was genoteerd en een vetgedrukt getal geeft de hoogste notering aan.
2. ↑  Deze tabel is bijgewerkt tot en met de meest recente editie (2024).